# ニューヨーク・ステート・スルーウェイ
ニューヨーク・ステート・スルーウェイ (New York State Thruway) は、ニューヨーク州を横断するアメリカ合衆国で一番長い有料道路。その距離は681km。ニューヨーク市のブロンクスとバッファローの先、エリー湖を結ぶ。
州の最西端のエリー湖からは、ロチェスター、シラキュース、ユーティカを通りオールバニまで東に進み、ここまでは州間高速道路90号線の一部になっている。オールバニをすぎると、道路は南下をはじめハドソン川の西側を下り、ロックランド郡に入ると再び東へ進路を変え、タッパン・ジー・ブリッジを渡り、ウエストチェスター郡ホワイトプレインズを経由し（オールバニからここまでは州間高速道路287号線の一部）、そこを過ぎてニューヨーク・シティに向かう。
ハイウェイは有料で、エリー湖からロックランドまではチケットを取り、降り口で通過した距離分を清算する。チケットシステムは2つあり、1つはexit 61からバッファローまで、もうひとつはバッファローからロックランドまでとなっている。ロックランドからニューヨーク・シティまではコインを投げ入れて通過するシステムだったが、現在はE-ZPassで無線会計となっている。